# Retičela

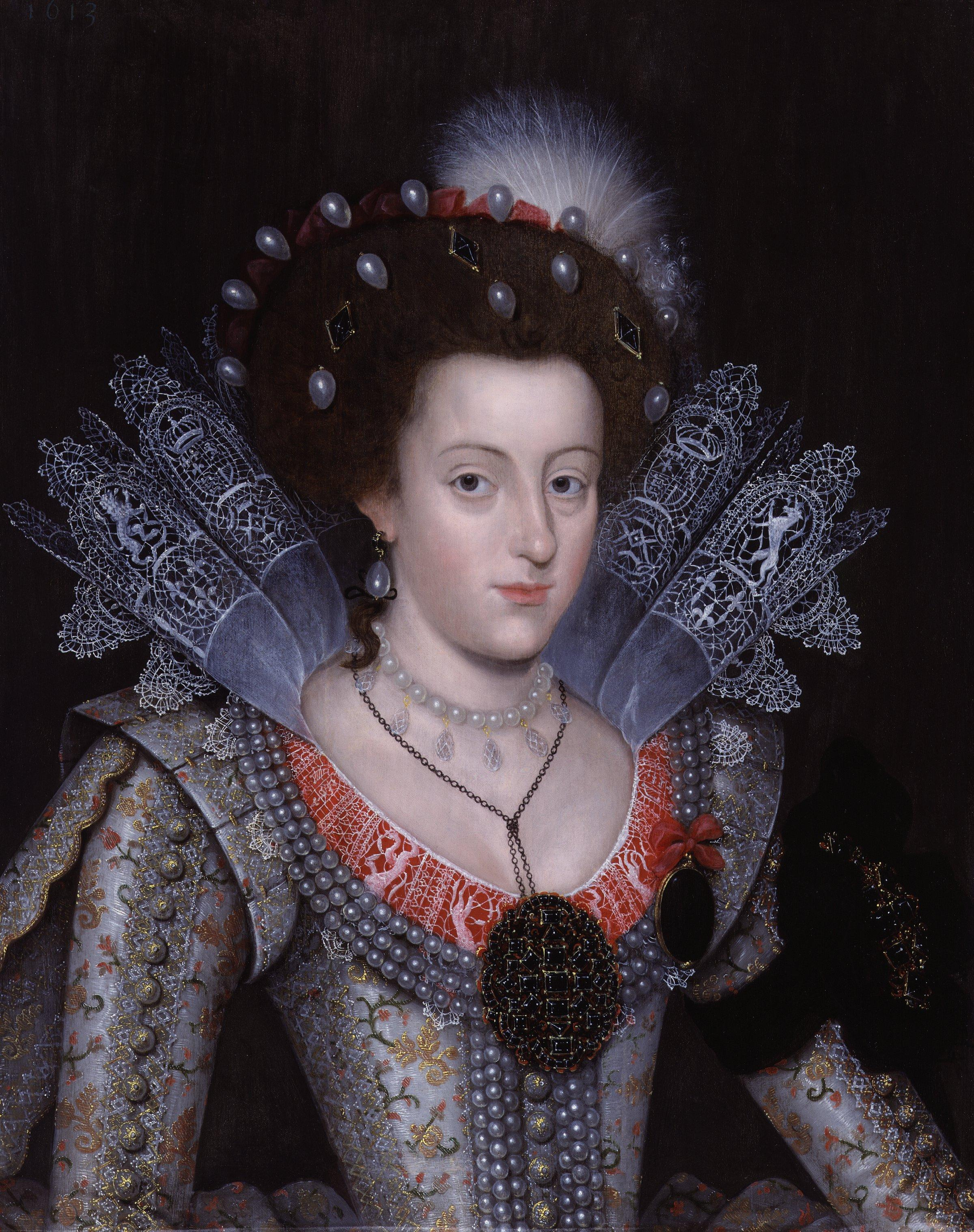
Límec z retičely z roku 1613 na šatech Alžběty Stuartovny

Retičela (z ital.: reticella=šitá síť) je šitá krajka s geometricky tvarovanými vzory.

## Způsoby zhotovení retičely
Retičela vznikla v 15. století v Itálii. Nejstarší druhy se vytvářely na plátně, ze kterého se vystřihovala část nití tak, že vznikla síť k obšívání a vyplňování ozdobnými motivy. Na okrajích výplně se tvořily kontury z šitých smyček.
Pozdější způsob zhotovení krajky byly tzv. „stehy ve vzduchu“ (punto in aria). Podklad byl sešitý dohromady ze 2-3 vrstev tkaniny a papíru s nakresleným vzorem, vlastní krajka se tvořila nad podkladem v rámci kontury ze silnější niti. Po dokončení se pak krajka od podkladu odstřihla. 
V 17. století vznikla tzv. benátská krajka vynikající plastičností a bohatými květinovými motivy, která se někdy považuje za další stupeň vývoje retičely. 

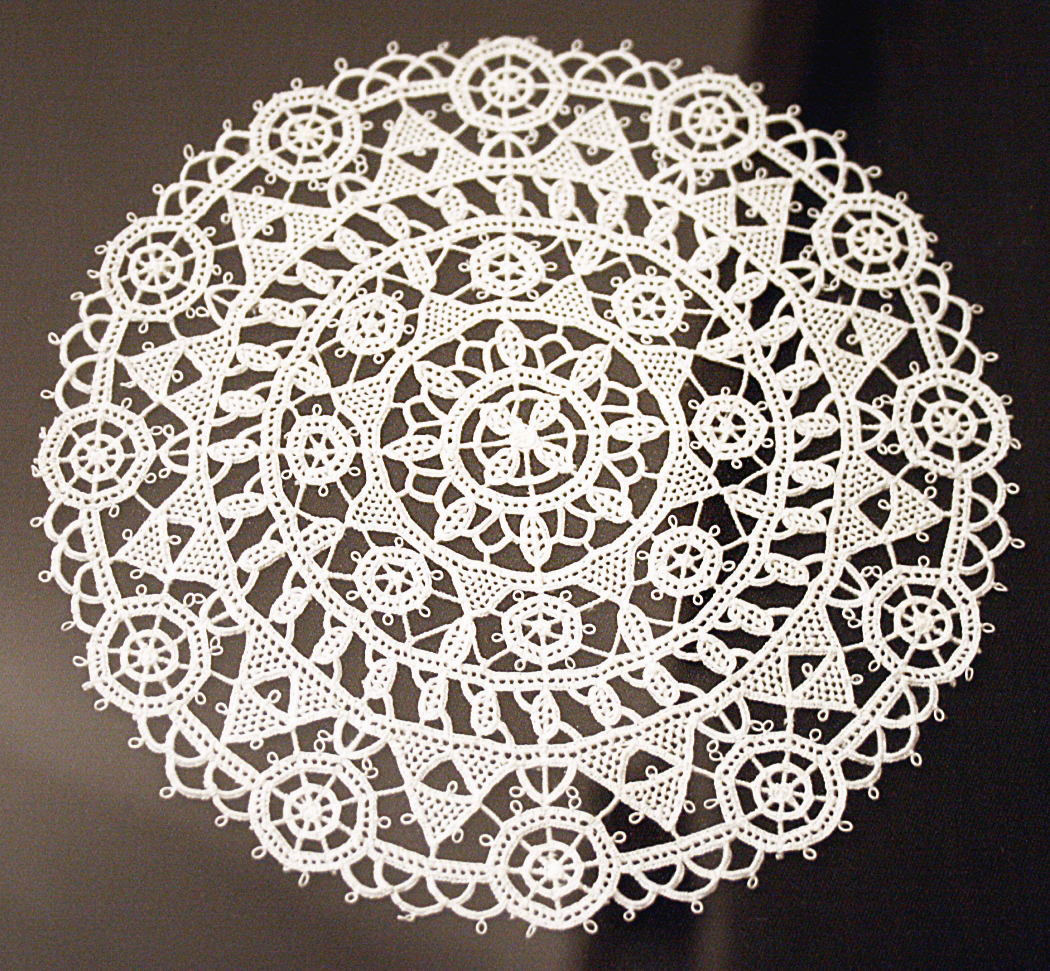
Pažská krajka

### Retičela v 21. století
Na základě historických vzorů se zhotovují (zpravidla amatérsky) varianty retičely i v 21. století. Jsou to často drobnější předměty (šperky, ozdoby na kabelky apod.), šité také z dvoubarevných nití (z mulinky). 
Asi jediná varianta vyráběná ve větším množství i na prodej je pažská krajka (Paška čipka) z chorvatského ostrova Pag. Typické pro vzorování pažské krajky jsou např. trojúhelníčky s řídkou výplní a s mnoha drobnými pikotkami. V maloobchodě se prodává (v roce 2013) např. kulatá dečka o průměru 10 cm za 1650-1700 Kč. 